# Bourgs de Pampelune

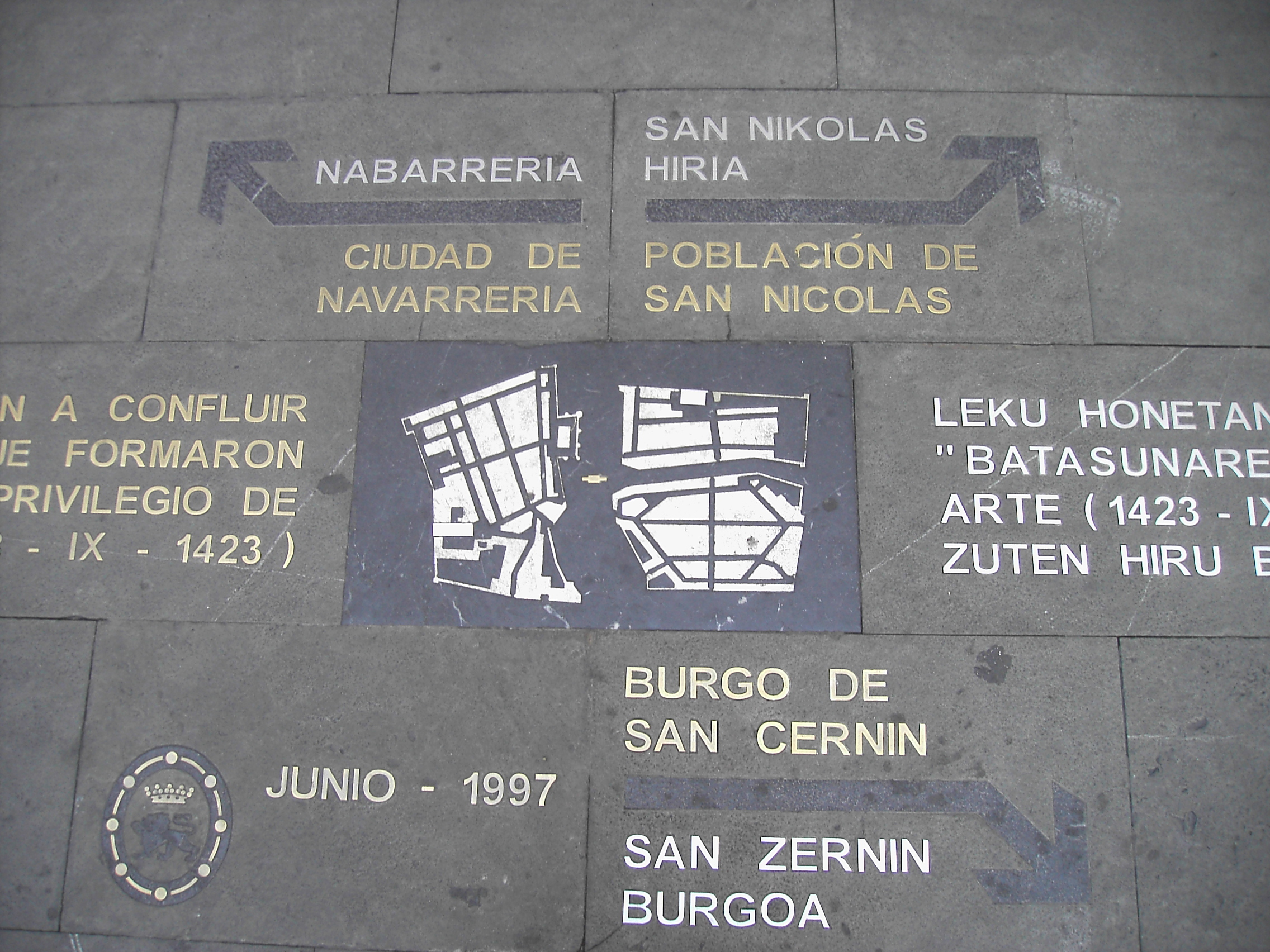
Image existant sur le sol de la plaza consitorial, avec les plans des bourgs

Les bourgs de Pampelune étaient des quartiers qui constituaient la ville de Pampelune au haut Moyen Âge. La cité espagnole n'était alors pas une ville homogène : cohabitaient en elle des Francs et des natifs, mais presque sans mélange entre eux et vivant, de fait, dans trois bourgs différenciés. Ils s'affrontaient à de nombreuses occasions. Il fut mis un terme à cette situation en 1423.

## La cité de Navarrería
Au début du second millénaire de l'ère chrétienne, Pampelune se trouvait dans un processus de dépeuplement, mais Sanche III Le Grand lui offre sa protection, en récupérant dans les zones proches de la cathédrale, dans ce qui sera la ville et qui est connu comme Bourg de la Navarrería. On a aussi créé un petit appendice, appelé bourg de San Miguel, dont il n'y a aucune documentation.
Il paraît probable que tout au long de tout le premier millénaire on conserve la structure urbaine héritée de l'ancienne ville romaine. On pense que Pompaelo a été plus grand que ce que sera la ville de la Navarrería, mais les invasions musulmanes font que la population recule vers la colline qui couronne la Cathédrale. La reconstruction attaquée à partir de 1324 permet la création de nouvelles rues, en respectant en partie l'ancienne distribution. Le quartier juif se trouvait dans l'angle sud-est de cette ville (actuel Palacio Arzobispal, Plaza de Santa María la Real et rues La Merced et de Tejería), a été fondé sous le règne de Sanche VI Le Sage durant l'année 1154.

## Le bourg San Cernin
C'est un quartier qui est apparu initialement hors de la délimitation de la Navarrería, sous les auspices de l'évêque Pedro de Rada (1083-1115). Pour l'année 1129 on reconnaît légalement son existence, quand Alphonse Le Batailleur lui donnera la même juridiction que celle qui a déjà à Jaca, en restant sous juridiction (For) royale. Le bourg de San Cernin est un bourg peuplée par les francs et situé dans une plaine importante de l'autre côté de la dépression située dans la partie arrière de l'actuel bâtiment de la mairie. Son schéma urbain, en forme hexagonale et symétrique, croisé par deux rues perpendiculaires, fait penser à une approche urbaine globale. Plus tard, les extramuraille s'étendra, avec le Puebla Nueva del mercado (actuel parc de la Taconera) et avec le couvent de Franciscains et de la Merced (actuel Bosquecillo).

## Le bourg de San Nicolás
Le bourg de San Nicolás a été construit à côté du bourg de San Cernin, ce qui a provoqué de nombreux conflits. De plan rectangulaire (appelée plan type bastide, semblable à celui Sangüesa et de Puente la Reina), il a l'église de San Nicolás comme bastion défense, non seulement face à une possible agression extérieure depuis les plaines, mais aussi en ce qui concerne la ville de San Cernín. Ses habitants sont aussi des francs, mais il y a une plus grande proportion d'oriundos du monde rural qu'à San Cernin.

## Relations entre les bourgs
Les trois groupements urbains sous le mandat de l'évêque, étaient des relations assez complexes, remplis de rivalités, ce qui a provoqué de multiples conflits. Les causes fondamentales de ces conflits ont été au nombre de deux: d'une part, la terre n'appartenant à personne entre La Navarrería et San Cernin, qui a été accordé aux premiers par le roi Sanche, d'autre part, les privilèges qu'accorde hypothétiquement Alphonse Le Batailleur à San Cernin, qui ont produit des méfiances dans les deux autres populations.
On sait qu'en 1213 ils signent une trêve pour vingt ans, d'où on déduit que des confrontations s'étaient produites précédemment, mais n'a pas abouti, parce que déjà en 1222, ceux de San Cernin attaquent San Nicolás, en brûlant leur église-forteresse. Ces chocs continueront pendant des années. San Nicolás et San Cernin s'affronteront pour la construction et l'utilisation du puits et se la muraille qui leur séparait, tandis que toutes les deux s'affronteront aussi face à Navarrería.
En 1276, les habitants de la ville de San Cernin et la population de San Nicolás, francs et navarrais, sont fidèles à la reine légitime Jeanne et son gouverneur, tandis que la noblesse, le haut clergé et les habitants de la ville de la Navarrería disaient défendre les juridictions (Fors) et coutumes du lieu, son économie et sa liberté, en se rebellant contre tout ce que ses ennemis défendaient, y compris la reine.
On entame les confrontations à l'été de cette année, des renforts de troupes françaises contre la Navarrería arrivant en septembre, les instigateurs de la rébellion s'enfuyant par le pont de la Magdalena en laissant la ville désemparée. Les assiégeants pillent la ville et la Cathédrale laquelle, selon les chroniques, "ont transformé en hall pour la cavalerie et chiens le cloître et le réfectoire capitulares". Après le pillage, l'incendie, "ne restant aucun lieu couvert où s'abriter dans toute la Navarrería. Dans son lot on pourrait couper l'herbe et ensemencer du blé ". Pendant presque 50 ans on ne construit plus rien dans cette zone. En 1324 le roi Charles I Le Bel accorde le privilège pour la reconstruction de la ville, qui avait déjà commencé de se faire quelques années auparavant.

## Le privilège de l'Union
Charles III décide de couper le problème à la racine et le 8 septembre 1423, il dicte le Privilegio de l'Unión, dans lequel on unit les trois juridictions (Fors) dans une seule mairie, avec un seul blason et de seuls revenus. Le document oblige à éliminer les limites et les divisions physiques entre ville, bourg et village, bien que les murailles tardent à disparaître.
Avec le temps l'union sera claire et la segmentation presque symbolique, seulement identifiable par les paroisses, sauf la double paroisse de la ville de San Cernin. Dans l'espace intermédiaire des trois on construira la mairie. Pour sa part, le puits de séparation entre San Nicolás et San Cernin sera rempli et sur lui construite l'actuelle calle Nueva vers 1585.